# التقسيم الإداري في جمهورية الكونغو الديمقراطية

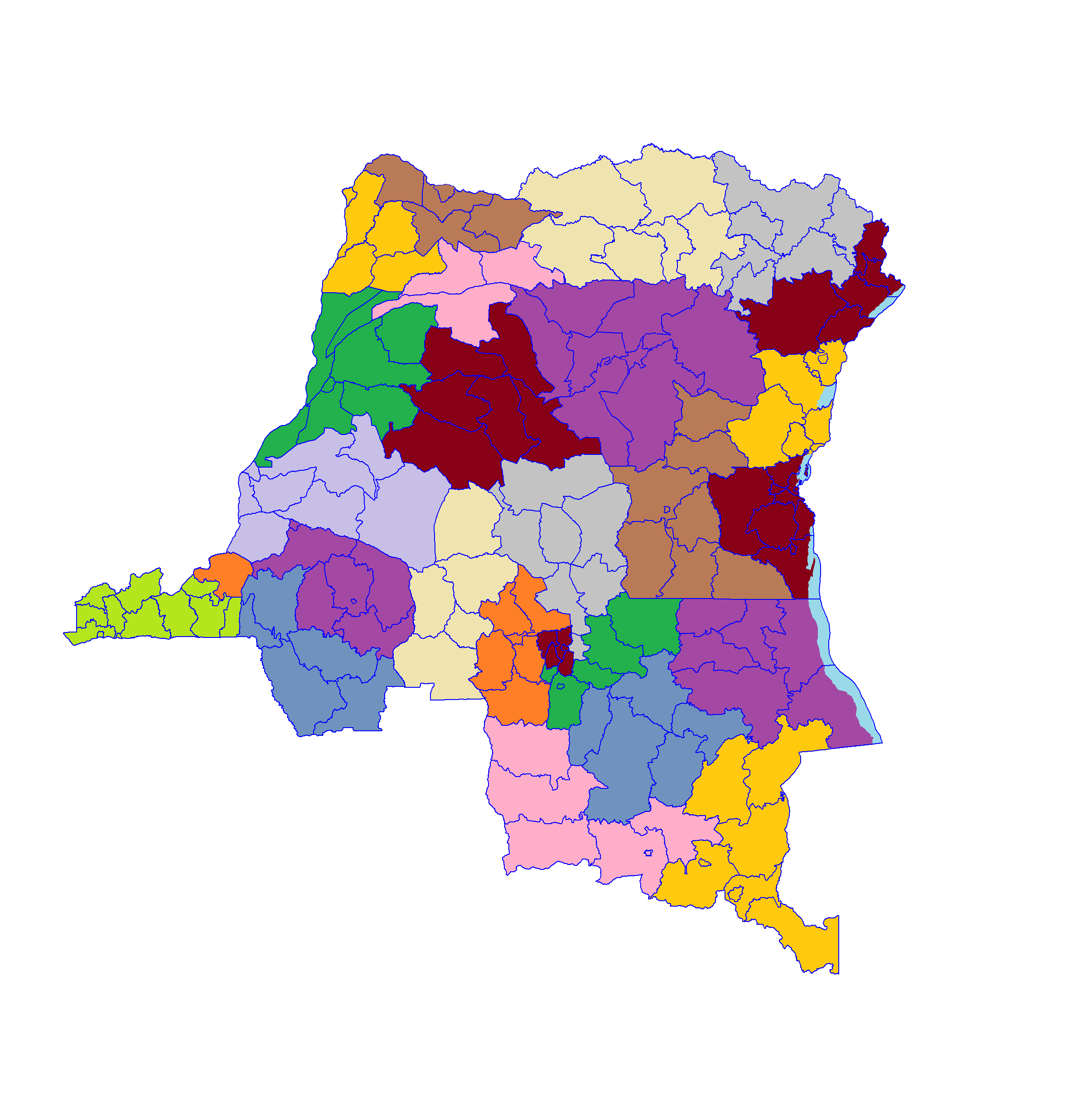

## التنظيم الإداري في جمهورية الكونغو الديمقراطية
حسب الأمر التنفيذي رقم 081 في الثامن من يوليو عام 1998 بشأن الإدارة والتنظيم المناطقي في جمهورية الكونغو الديمقراطية يكون هيكل التنظيم الإداري للأقسام السياسية كما يلي:
- المحافظة (Province)، سابقاً الإقليم (Région).
  - البلدية (Mairies).
    - المدن (Cities).
      - الشعبية (ommune) أو تجميع التعاوني (Incorporated Grouping)، سابقاً المنطقة السكنية (zone urbaine).
        - الأرباع (Quartier) أو الأحياء (neighborhoods).

  - المناطق (Territoriale) في الأرياف.
    - المقاطعة (District)، سابقاً الإقليم الفرعي (Sub-region).
      - أراضي (Territoire)، سابقاً منطقة ريف (rural zone).
        - مدينة (Cité) أو بلدة (Town).
          - الأرباع (Quartier) أو الأحياء (neighborhoods).

        - المشيخة (Chefferie)، سابقاً المشيخة التعاونية (Collectivité chefferie) أو قطاع (Sector).
          - المجموعة (Groupement).
            - القرية (Village).

### الإدارة
- المحافظة تقاد بواسطة حاكم (Governor).[1]
- المقاطعة تدار بواسطة مفوض مقاطعة (District Commissioner).
- المدينة تدار بواسطة عمدة (Mayor).
- الشعبية تدار بواسطة عمدة (Bourgmestre).
- المنطقة (territory) تدار بواسطة مدير منطقة (Territory Administrator). المنطقة تسمى بالعادة باسم بلدتها الرئيسية.

### إستثناءات
- مدينة كنشاسا (Kinshasa) تعتبر مدينة ومحافظة في نفس الوقت. لذاك لم تقسم إلى مدن أو مقاطعات (باستثناء إدارة الشرطة الداخلية). ولا يوجد بها عمدة لذلك يقوم الحاكم بأعمال العمدة. الجزء الريفي من كنشاسا محاط بشعبية مالوكو (Maluku) وجزئيا شعبية إنسيلي (Nsele).
- المحافظات التي نتجت من تقسيم محافظة كيفو السابقة وهي مانيما وكيفو-الشمالية ليس لها مقاطعات.
- بعض المناطق ليست تحت سلطة مقاطعة، ولكن تحت سلطة مدينة. مثلاً مواندا (Muanda) تحت سلطة مدينة بوما (Boma).
- كولويزي تحت سلطة المنطقة الريفية كولويزي.

## وحدات إدارية لا مركزية
من الوحدات الإدارية في جمهورية الكونغو الديمقراطية، التالية هي التي تعتبر لامركزية:
- المحافظة.
- المدينة.
- المنطقة.
- الشعبية (كما في حالة مدينة كنشاسا).

## روابط خارجية
- (French) Juricongo : Codes et lois de l'administration territoriale
- (French) Carte des territoires et villes
- https://web.archive.org/web/20101228070700/http://www.congonline.com/geo/zonesadm.htm
- Administrative Zones of the Democratic Republic of Congo at statoids.com
- https://web.archive.org/web/20071008042504/http://www.rodhecic.org/article.php3?id_article=279